# عبد العزيز الهاجري
عبد العزيز الهاجري، (1966-) لاعب نادي الفحيحيل والمنتخب الكويتي السابق، ومدرب كرة قدم حالي ، وسجل هدف ناديه الفحيحيل في نهائي كأس الأمير 1985/1986.

## عن حياته
ولد اللاعب عبد العزيز حسن الهاجري في جنوب الكويت من عام 1966 وهو يعتبر من لاعبي الزمن الذهبي للكويت في الثمانينات والتسعينيات ، وكان لاعباً مهاجما عُرف بسرعته ومهارته بالمراوغة ، وبدأ ميله للرياضة في سن المراهقة، حيث إنضم الي نادي الفحيحيل القريب من منزل أسرته ، وبدأ مشواره الرياضي من فريق الاشبال تحت 16 ثم تحت 18 الي تم إختياره إلى الفريق الأول بالنادي ، حيث أصبح أحد أعمدة الهجوم في تشكيلة الفريق ، وكان مثالاً للاعب المثابر وذي الأخلاق العالية التي يشهد له بها الجميع ، وظل وفيا للنادي حتي اعتزاله اللعب.

## كأس أمير الكويت 1986
حقق مع فريق الفحيحيل عدة إنجازات منها الوصول إلى نصف نهائي كأس أمير الكويت في عام 1982، وحقق لقب كأس أمير الكويت في العام 1986 ، واعتزل لعب كرة القدم في العام 1998 في مباراة ودية أمام منتخب إيران ، دون أن يلعب مع أي فريق آخر غير الفحيحيل.

## حياته التدريبية
درب نادي الفحيحيل منذ عام 2004 وحتى عام 2006، وفي موسم 2006/2007 عاد إلى تدريب نادي الفحيحيل بعد إقاله المدرب مرساد ، وفي سنة 2009 اختير لتدريب منتخب الكويت الوطني للناشئين والذي حقق معاهم الوصول إلى نهائيات كأس آسيا، وفي سنة 2010 تم تكليفه بتأسيس وتدريب براعم منتخب الكويت، وفي سنة 2011 تم تكليفه بتدريب منتخب الكويت للناشئين. 